# Gustaf Hård af Segerstad
Gustaf Hård af Segerstad, född 22 maj 1654, död 6 februari 1714, var en svensk hovman.
Gustaf Hård var son till överjägmästaren Erik Hård. Han blev understallmästare 1677, hovstallmästare 1697 och fick 1699 överinseende över Strömsholms stuteri som direktör, en post han sedan innehade till sin död. Gustaf Hård var mycket uppskattad av Karl XI och var kungens kamrat under dennes ritter. På kungens uppdrag inköpte han hingstar i Spanien för statens räkning och skall ha ridit in den vita hingsten Brilliant som Karl XI tog som sin under slaget vid Lund sedan Totten skjutits under honom. Gustaf Hård var Karl XIIs ridlärare och försökte förgäves stävja dennes djärvhet till häst. Han var en tämligen originell person, skall ha varit liten till växten, blivit ofantligt tjock med rött och brett ansikte.